# Firlus (gromada)
Firlus – dawna gromada, czyli najmniejsza jednostka podziału terytorialnego Polskiej Rzeczypospolitej Ludowej w latach 1954–1972.
Gromady, z gromadzkimi radami narodowymi (GRN) jako organami władzy najniższego stopnia na wsi, funkcjonowały od reformy reorganizującej administrację wiejską przeprowadzonej jesienią 1954 do momentu ich zniesienia z dniem 1 stycznia 1973, tym samym wypierając organizację gminną w latach 1954–1972.
Gromadę Firlus z siedzibą GRN w Firlusie utworzono – jako jedną z 8759 gromad na obszarze Polski – w powiecie chełmińskim w woj. bydgoskim, na mocy uchwały nr 24/4 WRN w Bydgoszczy z dnia 5 października 1954. W skład jednostki weszły obszary dotychczasowych gromad Dubielno, Firlus i Wrocławki ze zniesionej gminy Papowo Biskupie oraz obszar dotychczasowej gromady Lipienek ze zniesionej gminy Lisewo w tymże powiecie. Dla gromady ustalono 23 członków gromadzkiej rady narodowej.
Gromadę zniesiono 31 grudnia 1961, a jej obszar włączono do gromad Papowo Biskupie (wsie Dubielno, Firlus, Młyńsk, Nowy Dwór, Niemczyk i Wrocławki) i Lisewo (wieś Lipienek) w tymże powiecie.